# Castellote
Castellote è un comune spagnolo di 802 abitanti situato nella comunità autonoma dell'Aragona.